# 佐藤巖太郎
佐藤 巖太郎（さとう がんたろう、1962年1月12日 - ）は、日本の小説家。

## 略歴
福島県福島市生まれ。福島県立福島高等学校、中央大学法学部法律学科卒業。
会社員を経て、2011年に『夢幻の扉』で第91回オール讀物新人賞を受賞し、作家デビュー。

## 受賞歴
太字は受賞
- 2011年『夢幻の扉』で第91回オール讀物新人賞受賞。
- 2016年『啄木鳥』で第1回決戦!小説大賞受賞。
- 2017年『会津執権の栄誉』で第157回直木三十五賞候補。
- 2017年『会津執権の栄誉』で第7回本屋が選ぶ時代小説大賞受賞。
- 2018年『会津執権の栄誉』で第7回歴史時代作家クラブ賞（新人賞）候補。

## 作品リスト

### 単行本
- 『会津執権の栄誉』（2017年、文藝春秋 / 2019年、文春文庫）
- 『夢幻の扉』（2017年、文春e-Books）
- 『将軍の子』（2019年、文藝春秋 / 2022年、文春文庫）
- 『伊達女』（2020年、PHP研究所）

### アンソロジー収録作品
- 決戦!川中島（2016年、講談社 / 2018年、講談社文庫）-『啄木鳥』
- 戦国 番狂わせ七番勝負（2017年、文春文庫）-『背水の通過儀礼』
- 決戦!設楽原 武田軍vs.織田・徳川軍（2018年、講談社）-『ならば決戦を』